# Бисалтия

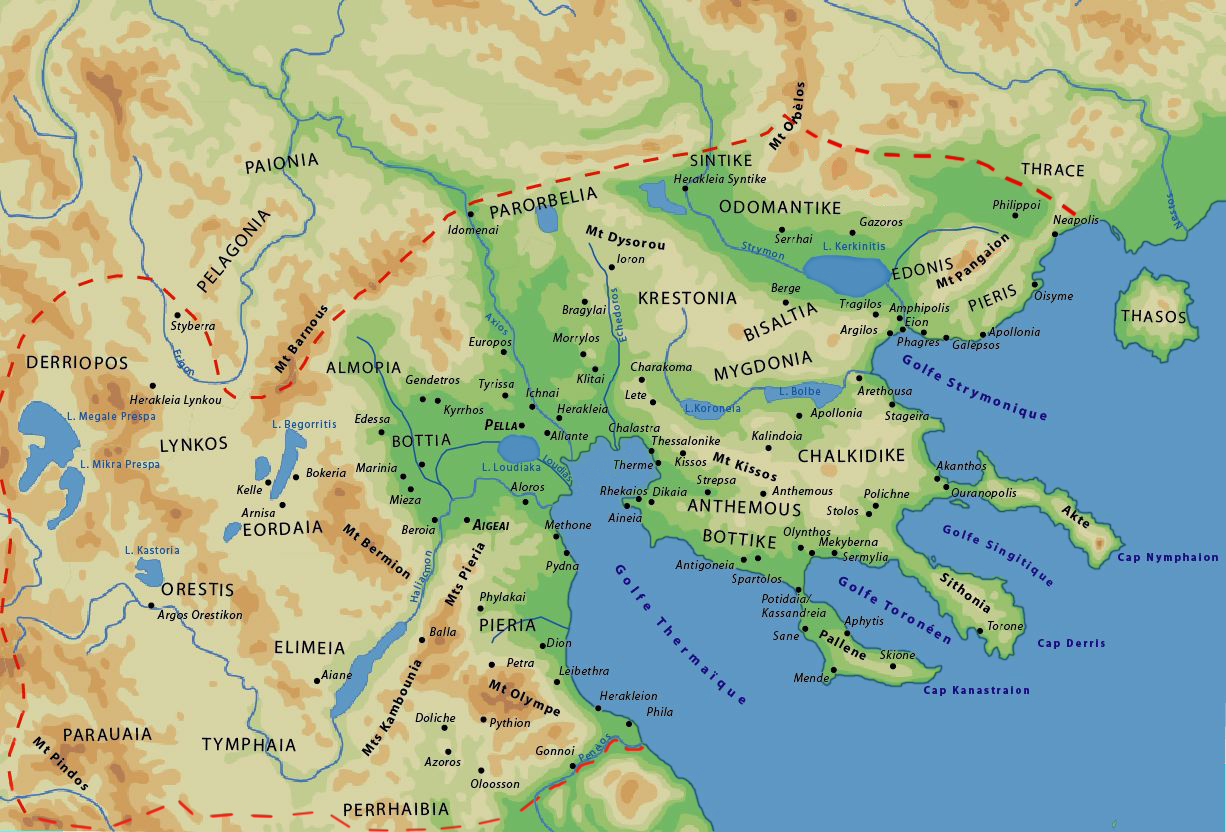
Карта Древней Македонии с указанием основных античных полисов

Бисалтия (др.-греч. Βισαλτία), также Бисалтика — историческая область Нижней Македонии. На севере Бисалтии располагалась Синтика, на западе — Крестония, на юге — Мигдония, на востоке — Одомантика и Эдонис. Восточной границей Бисалтии была река Стримон и озеро Керкини.
Первоначально область населяло фракийское племя бисалтов, чьим родоначальником был мифологический сын богов Гелиоса и Геи Бисалт. Исторически первой греческой колонией в Бисалтии был Аргил. На момент вторжения армии персов в 480 году до н. э. под командованием Ксеркса I в Грецию оно было независимым и даже имело собственного царя. Геродот передаёт легенду о том, как царь бисалтов отказался подчиниться и бежал в Родопские горы. Он также запретил сыновьям присоединиться к персам. Царевичи ослушались отца и отправились в поход. По возвращении их домой царь приказал ослепить ослушавшихся сыновей.

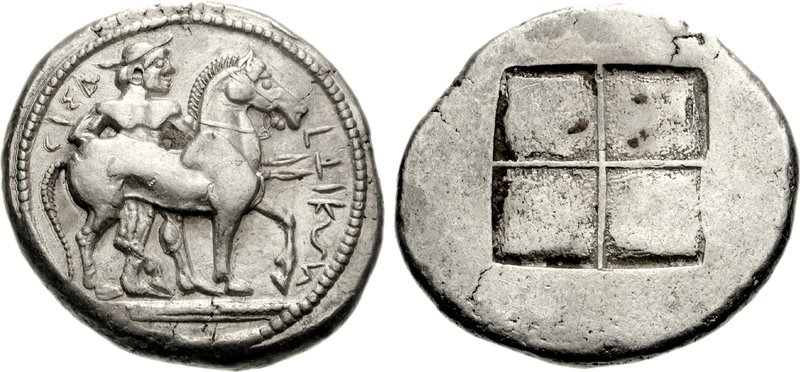
Бисалтийская октодрахма первой половины V века до н. э.

Бисалтия была подчинена Македонии во время правления Александра I. По всей видимости, племя бисалтов, которое населяло эти области, отказалось подчиняться персам и ушло в Родопские горы. Часть бисалтов нашло убежище на Афонском полуострове. Александр воспользовался их исчезновением и занял обезлюдевшие области Бисалтии и Крестонии, в том числе и богатую серебром гору Дисорон. После захвата этих территорий Александр начал чеканить собственную монету, которая была подражанием бисалтийским — одних из первых в регионе.
Македонские цари периодически теряли, а затем возвращали контроль над областью Бисалтии. Однако точные даты и предшествующие события неизвестны. Такие выводы историки делают на основании нумизматических находок. При потере серебряных рудников Бисалтии и Крестонии качество македонских монет закономерно ухудшалось.
В середине V века до н. э. область стали колонизировать афиняне. В 451 году до н. э. Перикл отправил в область бисалтов тысячу поселенцев, которые основали поселение Берга В 446 году до н. э. появилась новая колония Брея. В 437/436 году до н. э. афиняне основали чрезвычайно важный в стратегическом плане полис Амфиполь. Политика Афин угрожала интересам Македонии, так как контроль над Стримоном лишал государство возможности вести полноценную торговлю корабельным лесом и смолой, которые перевозили из горных районов по руслу реки. Также под угрозой оказывались серебряные рудники. На первых этапах афинской колонизации македонский царь Пердикка II был слишком слаб, чтобы каким-то образом противодействовать Афинам. Лишь противостояние Афин со Спартой и начало Пелопоннесской войны позволило Пердикке II устранить угрозу обладания Бисалтией со стороны греческих государств.